# Löttorp
Löttorp est une localité de Suède dans la commune de Borgholm située dans le comté de Kalmar.
Sa population était de 577 habitants en 2019.